# Protathlima A’ Kategorias
Protathlima A’ Kategorias (gr. Παγκύπριο Πρωτάθλημα Α΄ Κατηγορίας) – najwyższa w hierarchii klasa męskich ligowych rozgrywek piłkarskich na Cyprze, będąca jednocześnie najwyższym szczeblem centralnym (I poziom ligowy), utworzona w 1934 r. i od samego początku zarządzana przez Cypryjski Związek Piłki Nożnej (KOP). Zmagania w jej ramach toczą się cyklicznie (co sezon) i przeznaczone są dla 12 najlepszych krajowych klubów piłkarskich. Jej triumfator zostaje mistrzem Cypru, zaś najsłabsze drużyny są relegowane do Protathlima B’ Kategorias (II ligi cypryjskiej).

## Historia
Mistrzostwa Cypru w piłce nożnej organizowane są od sezonu 1934/35. Wielokrotnie zmieniał się ich format. W latach 1941–1944 rozgrywki zawieszono z powodu działań II wojny światowej. Z kolei sezon 1958/59 odwołano z powodu konfliktu grecko-tureckiego na wyspie. 16 sierpnia 1960 Cypr odzyskał niepodległość. W sezonie 1963/64 ligi nie dokończono na skutek kolejnych rozruchów grecko-tureckich. Od edycji 1964/65 zmagania A’ Kategoria przeprowadzane są bez przerw, co sezon.

## System rozgrywek
Obecny format ligi zakładający rozgrywanie dwóch rund obowiązuje od sezonu 2007/08. Rozgrywki składają się z 26 kolejek spotkań rozgrywanych pomiędzy drużynami systemem kołowym. Każda para drużyn rozgrywa ze sobą dwa mecze – jeden w roli gospodarza, drugi jako goście. Po dwóch rundach rozgrywek zespoły z miejsc 1-6 walczą w trzeciej rundzie o mistrzostwo i europejskie puchary, a zespoły z miejsc 7-12 o utrzymanie w lidze. Pierwsza szóstka rozgrywa ze sobą mecze – u siebie oraz na wyjeździe. Dolna szóstka również rozgrywa ze sobą mecze – u siebie oraz na wyjeździe. Od sezonu 1995/96 w lidze występuje 14 zespołów. W przeszłości liczba ta wynosiła od 5 do 16. Drużyna zwycięska za wygrany mecz otrzymuje 3 punkty (do sezonu 1990/91 2 punkty), 1 za remis oraz 0 za porażkę.
Zajęcie 1. miejsca po ostatniej kolejce spotkań oznacza zdobycie tytułu mistrza Cypru, który kwalifikuje się do eliminacji Ligi Mistrzów UEFA. Druga oraz trzecia drużyna zdobywa możliwość gry w Lidze Europy UEFA. Również zwycięzca Pucharu Cypru startuje w eliminacjach do Ligi Europy lub, w przypadku, w którym zdobywca krajowego pucharu zajmie pierwsze miejsce w lidze – możliwość gry w eliminacjach do Ligi Europy otrzymuje również czwarta drużyna klasyfikacji końcowej. Zajęcie dwóch ostatnich miejsc oznacza spadek do Protathlima B’ Kategorias.
W przypadku zdobycia tej samej liczby punktów, klasyfikacja końcowa ustalana jest na podstawie wyniku dwumeczu pomiędzy drużynami, w następnej kolejności, w przypadku remisu – na podstawie różnicy bramek w pojedynku bezpośrednim, następnie na podstawie ogólnego bilansu bramkowego osiągniętego w sezonie, większej liczby bramek zdobytych oraz w ostateczności za pomocą losowania.

## Skład ligi w sezonie 2025/26
| Uczestnicy poprzedniej edycji | Uczestnicy poprzedniej edycji | Uczestnicy poprzedniej edycji | Uczestnicy poprzedniej edycji |
| --- | ----------------------------- | ----------------------------- | ----------------------------- |
| PAF | Pafos FC                      | Pafos                         | 1                             |
| CYP | Aris Limassol                 | Limassol                      | 2                             |
| OMN | Omonia Nikozja                | Nikozja                       | 3                             |
| AEK | AEK Larnaka                   | Larnaka                       | 4                             |
| APN | APOEL Nikozja                 | Nikozja                       | 5                             |
| APL | Apollon Limassol              | Limassol                      | 6                             |
| AFA | Anorthosis Famagusta          | Larnaka                       | 7                             |
| ETA | Ethnikos Achna                | Achna                         | 8                             |
| AEL | AEL Limassol                  | Limassol                      | 9                             |
| ENP | Enosis Neon Paralimni         | Paralimni                     | 10                            |
| OAR | Omonia Aradipu                | Aradipu                       | 11                            |
| Spadek z Protathlima A’ Kategorias 2024/25 |                               |                               |                               |
| KAR | Karmiotisa FC                 | Pano Polemidia                | 12                            |
| NSL | Nea Salamina Famagusta        | Larnaka                       | 13                            |
| PAC | PAC Omonia 29M                | Nikozja                       | 14                            |
| Awans z Protathlima B’ Kategorias 2024/25 |                               |                               |                               |
| FRE | Freedom 24 EN Ipsonas         | Ipsonas                       | 1                             |
| OLN | Olympiakos Nikozja            | Nikozja                       | 2                             |
| AKR | Akritas Chlorakas             | Chlorakas                     | 3                             |
| Oznaczenia: - kolumna pierwsza – skróty nazw drużyn, - kolumna trzecia – siedziba klubu, - kolumna czwarta – miejsce zajęte w poprzednim sezonie. |                               |                               |                               |

## Statystyka

### Tabela medalowa
Mistrzostwo Cypru zostało do tej pory zdobyte przez 11 drużyn.
Stan po sezonie 2023/24.
| Lp. | Klub                   | Miejsca na podium | Miejsca na podium | Miejsca na podium | Zwycięskie sezony |    |    | |
| --- | ---------------------- | ----------------- | ----------------- | ----------------- | --- | -- | -- | --- |
| Lp. | Klub                   | 1.                | APOEL Nikozja     | 29                | Zwycięskie sezony | 22 | 16 | 1935/36, 1936/37, 1937/38, 1938/39, 1939/40, 1946/47, 1947/48, 1948/49, 1951/52, 1964/65, 1972/73, 1979/80, 1985/86, 1989/90, 1991/92, 1995/96, 2001/02, 2003/04, 2006/07, 2008/09, 2010/11, 2012/13, 2013/14, 2014/15, 2015/16, 2016/17, 2017/18, 2018/19, 2023/24 |
| 2.  | Omonia Nikozja         | 21                | 16                | 11                | 1960/61, 1965/66, 1971/72, 1973/74, 1974/75, 1975/76, 1976/77, 1977/78, 1978/79, 1980/81, 1981/82, 1982/83, 1983/84, 1984/85, 1986/87, 1988/89, 1992/93, 2000/01, 2002/03, 2009/10, 2020/21 |    |    | |
| 3.  | Anorthosis Famagusta   | 13                | 10                | 9                 | 1949/50, 1956/57, 1957/58, 1959/60, 1961/62, 1962/63, 1994/95, 1996/97, 1997/98, 1998/99, 1999/00, 2004/05, 2007/08                                                                         |    |    | |
| 4.  | AEL Limassol           | 6                 | 2                 | 7                 | 1940/41, 1952/53, 1954/55, 1955/56, 1967/68, 2011/12 |    |    | |
| 5.  | Apollon Limassol       | 4                 | 5                 | 10                | 1990/91, 1993/94, 2005/06, 2021/22 |    |    | |
| 6.  | EPA Larnaka            | 3                 | 5                 | 4                 | 1944/45, 1945/46, 1969/70 |    |    | |
| 7.  | Olympiakos Nikozja     | 3                 | 4                 | 2                 | 1966/67, 1968/69, 1970/71 |    |    | |
| 8.  | Pezoporikos Larnaka    | 2                 | 8                 | 14                | 1953/54, 1987/88 |    |    | |
| 9.  | Trast Nikozja          | 1                 | 3                 | 0                 | 1934/35 |    |    | |
| 10. | Çetinkaya Türk SK      | 1                 | 1                 | 4                 | 1950/51 |    |    | |
| 11. | Aris Limassol          | 1                 | 0                 | 0                 | 2022/23 |    |    | |
| 12. | AEK Larnaka            | 0                 | 6                 | 1                 | |    |    | |
| 13. | Enosis Neon Paralimni  | 0                 | 1                 | 2                 | |    |    | |
| 14. | Digenis Morfu          | 0                 | 1                 | 0                 | |    |    | |
| 15. | Nea Salamina Famagusta | 0                 | 0                 | 4                 | |    |    | |
| 16. | Alki Larnaka           | 0                 | 0                 | 1                 | |    |    | |